# Eyvind Kelda
Eyvind Kelda (apodado el Brujo, m. 998) fue un caudillo vikingo de Tunsberg, Noruega, nieto de Ragnvald Rettilbeine y bisnieto de  Harald I de Noruega. Eyvind siguió los pasos de su padre en magia y hechicería.
Olaf I de Noruega en su particular cruzada para eliminar todo vestigio de la antigua religión y convertir a Noruega al cristianismo a cualquier precio, invitó a Eyvind y su séquito (todos ellos versados en el seidr) a participar en el thing de Tunsberg y los agasajó con abundante bebida durante el festín. Cuando estuvieron borrachos, el rey ordenó a sus guerreros que cerrasen todas las puertas y quemasen a los paganos en su interior. Eyvind se libró escapando por un agujero del techo y el rey se sintió profundamente decepcionado.
En la primavera de 998 la gente de Agder preparó un festejo en Ogvaldsnes, isla de Kormt (hoy Karmøy), para celebrar la Pascua con el rey. La víspera del festejo llevó una nave bien pertrechada a puerto con Eyvind Kelda y su séquito de brujos y magos, pero Eyvind conjuró para traer una espesa niebla de forma que nadie pudo reconocer quiénes eran los recién llegados. No obstante, los espías del rey finalmente lo identificaron y fueron apresados. 
Olaf no quiso perder la ocasión de acabar con ellos y ordenó atarlos en un escollo de la costa y ahí permanecieron hasta que subió la marea y los ahogó a todos. A partir de entonces aquella zona se llamó Skrattasker.

## Neopaganismo
El 6 de mayo es el día para el recuerdo de Eyvind Kelda entre los seguidores del paganismo nórdico.